# ピーター・タッチェル
ピーター・ゲイリー・タッチェル（英語: Peter Gary Tatchell、1952年1月25日 - ）はオーストラリア生まれのイギリスの人権運動家で、LGBTの社会運動への参加で知られる。
タッチェルは1981年、バーモンジーの労働党国会議員候補に選ばれた。その後、サッチャー政権に対する議会外行動を表向き支持したため、党首マイケル・フットから糾弾された。その後、労働党は1983年2月のバーマンジー補欠選挙への立候補を許可したが、同党は自由党に議席を奪われた。1990年代には、共同設立した直接行動グループ「アウトレイジ!」を通じてLGBTの権利を求めるキャンペーンを展開。LGBTへの暴力を扇動したとされる音楽の歌詞に反対する『Stop Murder Music』など、さまざまなキャンペーンに取り組み、さまざまな人権や社会正義の問題について執筆や放送を行っている。1999年にジンバブエのロバート・ムガベ大統領の私人逮捕を試み、2001年にも再び逮捕された。
2004年4月、タッチェルはイングランド・ウェールズ緑の党に入党し、2007年にはオックスフォード東選挙区の国会議員候補予定者に選出されたが、2009年12月、バス事故による脳の損傷とさまざまな抗議活動で受けたダメージのため、離党した。2011年からはピーター・タッチェル財団の理事を務めている。オックスフォード・ユニオンでは、愛国主義、サッチャリズム、大学のセーフ・スペースなど幅広いテーマで30回以上の討論会に参加した。

## 生い立ち

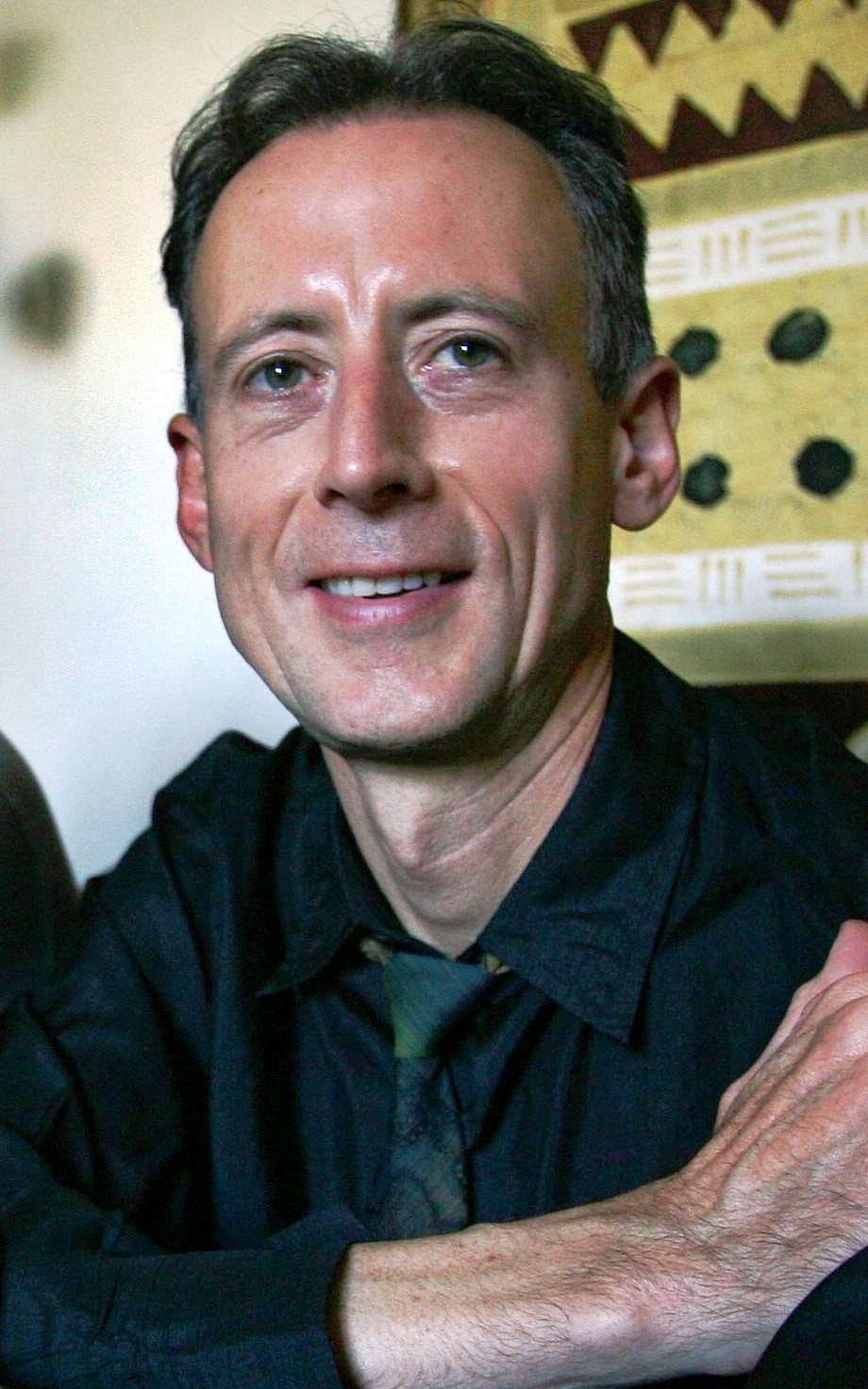
自宅でのタッチェル(2007年)

タッチェルはオーストラリアのメルボルンで生まれた。父親は旋盤工、母親はビスケット工場で働いていた。両親は彼が4歳のときに離婚し、母親はその後すぐに再婚した。異父妹と兄弟がいた。
医療費で家計が苦しかったため、1968年に16歳で学校を退学。デパートの看板書きやウィンドウ・ドレッサーとして働き始めた。タッチェルは、こうしたディスプレイの演劇性を自分の活動に取り入れたと主張している。
キリスト教徒として育ったタッチェルは、「ずっと前に（信仰を）捨てた」と言い、無神論者である。タッチェルが菜食主義者であると誤って報道されているが、タッチェル自身は、肉は食べないが、卵、チーズ、そしてリチャード・フェアブラスによれば天然のサーモンは食べると述べている。
彼はサーフィンや登山など、野外での冒険活動に興味を持つようになった。BBCラジオ4の『エニークエスチョンズ』で、保険や法的なリスクからイギリスの教師が生徒を野外冒険に連れ出すことに消極的になっていることについて語った彼は、野外活動のおかげで大人になってから政治的なリスクを冒す勇気を養うことができたと語った。

### オーストラリアでの活動
タッチェルの政治活動はマウント・ウェイブリー・セカンダリー・カレッジで始まり、1967年にはオーストラリアのアボリジニを支援するキャンペーンを展開した。タッチェルは同校の生徒代表委員会の書記に選出された。最終学年の1968年には、学校のキャプテンとしてアボリジニのための奨学金制度を率先して設立し、アボリジニの土地の権利を求めるキャンペーンを指揮した。これらの活動により、校長は彼が共産主義者に操られていると主張した。
1967年、ロナルド・ライアンの絞首刑が間近に迫ったことをきっかけに、タッチェルは地元を回り、絞首刑反対のスローガンを描いた。彼がその事実を明らかにしたのは、それから30年近く経ってからだった。ライアンは、ビクトリア州コバーグにあるペントリッジ刑務所から脱獄する際に刑務官を殺害した罪に問われていた。タッチェルは、看守の体を貫通した弾丸の軌跡から、ライアンが致命的な発砲をすることは不可能であろうと主張したが、失敗に終わった。
1968年、タッチェルはアメリカとオーストラリアのベトナム戦争への参戦に反対するキャンペーンを始めた。タッチェルは、ベトナム戦争は拷問と処刑を行う「残忍で腐敗した独裁政権」を支持する侵略戦争だと考えていた。ビクトリア州政府とメルボルン市議会は、街頭でのビラまきを禁止したり、反戦デモに対して警察沙汰を起こしたりして、反ベトナム戦争キャンペーンを弾圧しようとした。
2004年、彼はオーストラリアの首都をアボリジニの地名に改名することを提案した。

### ゲイ解放戦線

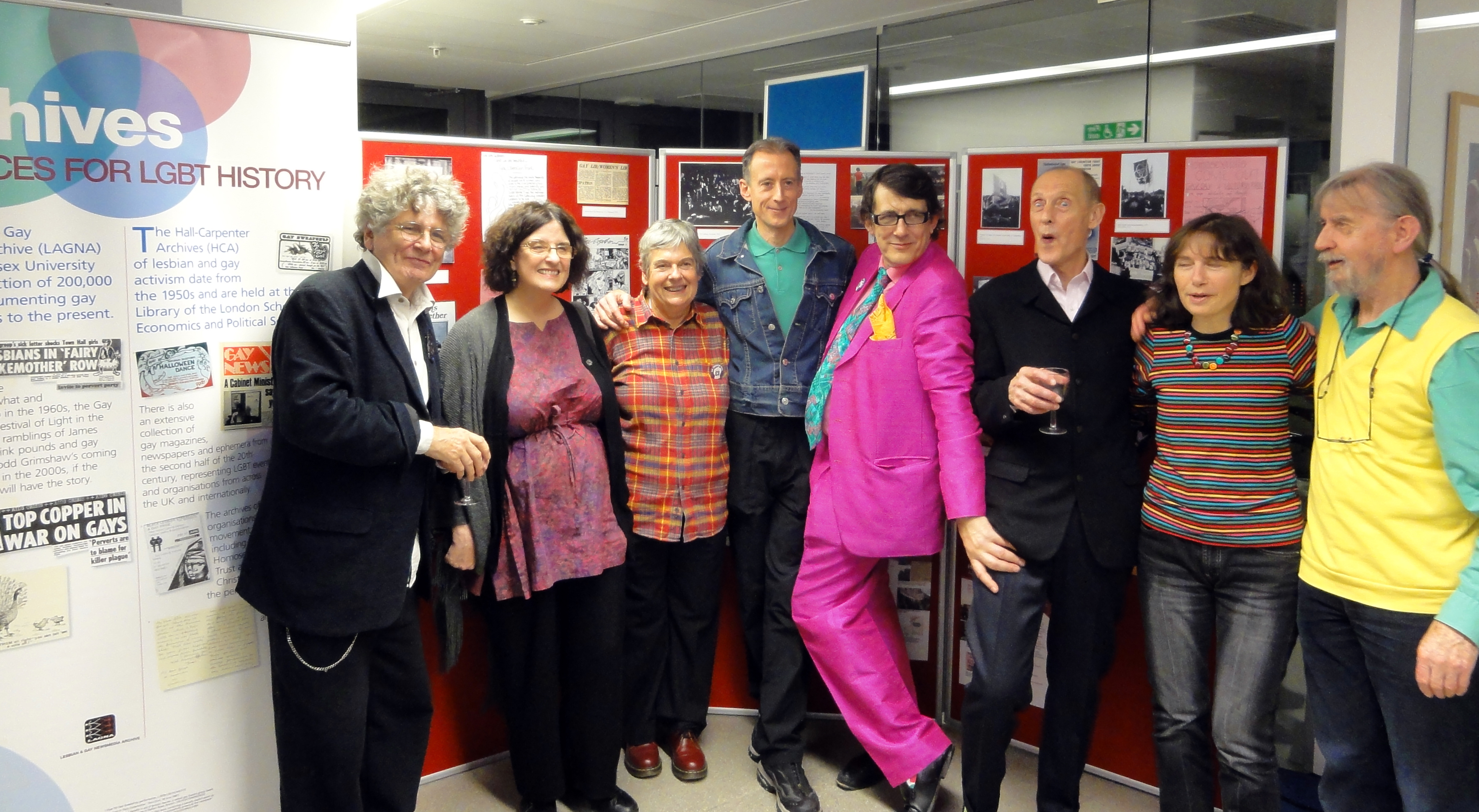
LSE創立40周年記念式典に出席したベット・ボーン（左）を含む英国ゲイ解放戦線のオリジナル活動家たち。タッチェルは左から4番目。

オーストラリア国防軍への徴兵を避けるため、タッチェルは1971年にロンドンに移住。1969年にゲイであることを公表した彼は、ロンドンでゲイ解放戦線（GLF）の主要メンバーとなり、1974年に解散するまで活動した。この時期、タッチェルはゲイの給仕を拒否するパブでの座り込みや、警察による嫌がらせ、同性愛を病気とする医学的分類に対する抗議活動を組織していた。1972年には、英国初のゲイ・プライド・デモ行進を他のメンバーとともに組織した。
1973年、GLFの代表として東ベルリンで開催された第10回世界青少年祭に出席。同フェスティバルでの抗議活動は、英国代表団にもドイツ民主共和国主催者側にも受け入れられなかったが、最終的にはフンボルト大学での講演が許可された。彼の講演はさまざまな妨害にあい、聴衆の一人から「トラブルメーカー」と糾弾されて終わった。翌日、タッチェルはコンサートでビラを配ろうとしたが、自由ドイツ青年団の幹部が反対し、コンサートに来ていた仲間にビラを破棄するよう勧めた。タッチェルはフェスティバルの閉会集会で同性愛者の権利を主張するプラカードを掲げるつもりだった。英国の代表団は、このプラカードを「東ドイツは同性愛者を迫害している」と誤って翻訳した。しかし、タッチェルは集団の決定に背いてプラカードを掲げ、殴打された。プラカードは真っ二つに引き裂かれた。
タッチェルは後に、共産主義国家でゲイ解放の政治が公に広まり議論されたのはこれが初めてだと主張したが、非犯罪化や性的同意年齢の点で、当時の東ドイツでは西側諸国よりもゲイの男性の権利が大きかったと指摘した。
GLFは、アナーキスト、ヒッピー、左翼、フェミニスト、リベラル、そしてカウンター・カルチャー主義者たちの、輝かしく、熱狂的で、しばしば混沌としたミックスでした。違いはあれども、私たちは急進的な理想主義を共有していた。それは、同性愛嫌悪だけでなく、LGBTと同様にストレートを抑圧するセックス・シェイム文化全体から解放された、あるべき世界の夢だった。私たちは性解放主義者であり、社会革命家であり、世界をひっくり返そうとしていた。GLFの主な目的は、決して現状の中での平等ではなかった。... クィア解放のためのGLFの戦略は、社会の価値観や規範に順応するのではなく、それを変えることでした。私たちは、何世紀にもわたる男性の異性愛者支配を覆し、それによってクィアと女性の両方を自由にする文化革命を求めていた。40年経った今、GLFのジェンダーのアジェンダは、部分的に勝利している。... 女の子らしい男の子や男の子らしい女の子は、昔ほど被害者にならなくなりました。LGBTの子供たちは、12歳や14歳でカミングアウトすることが多い。いじめられる子も多いが、そうでない子も多い。セクシュアルやジェンダーの多様性が受け入れられるようになってきている。

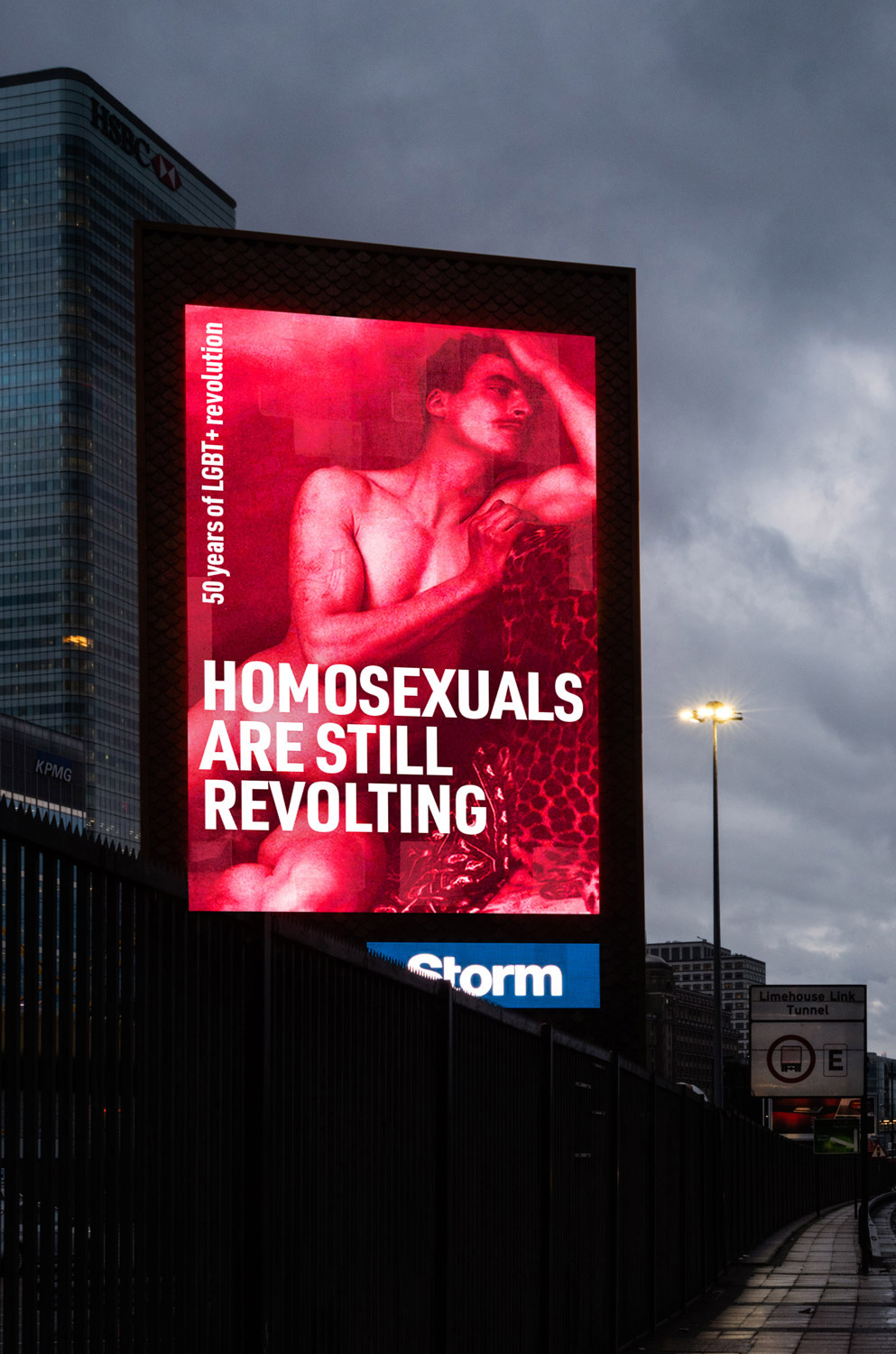
英国ゲイ解放戦線50周年を記念したタッチェルとパブリック・アーティストのマーティン・フィレルとのコラボレーション (1970–2020)

タッチェルは、2020年のGLF50周年を記念して、パブリック・アーティストのマーティン・フィレルと共同制作を行った。アーティストの "Still Revolting "シリーズは、タッチェルがロンドン・ゲイ・プライドのために制作した1973年のプラカード "Homosexuals Are Revolting "を引用しながら、タッチェルの個人的なGLFの思い出を描いた。アーティストが付け加えた「still」という言葉は、同性愛がいまだに一部の人々によって耐え難いものとみなされており、世界中の多くのLGBT+の人々が、受容、安全、平等を求めていまだに闘っているという真実を反映している。

### 卒業
夜間クラスでAレベルを取得した後、ポリテクニック・オブ・ノース・ロンドン（PNL）（現在はロンドン・メトロポリタン大学の一部）に入学し、社会学で2:1の理学士号（優等学位）を取得。
PNLでは全国学生組合ゲイ権利キャンペーンのメンバーだった。卒業後、外国記事を専門とするフリージャーナリストとなり、インドネシアによる西パプア併合やマラウイの英国所有紅茶農園での児童労働を報道した。

## 政治活動

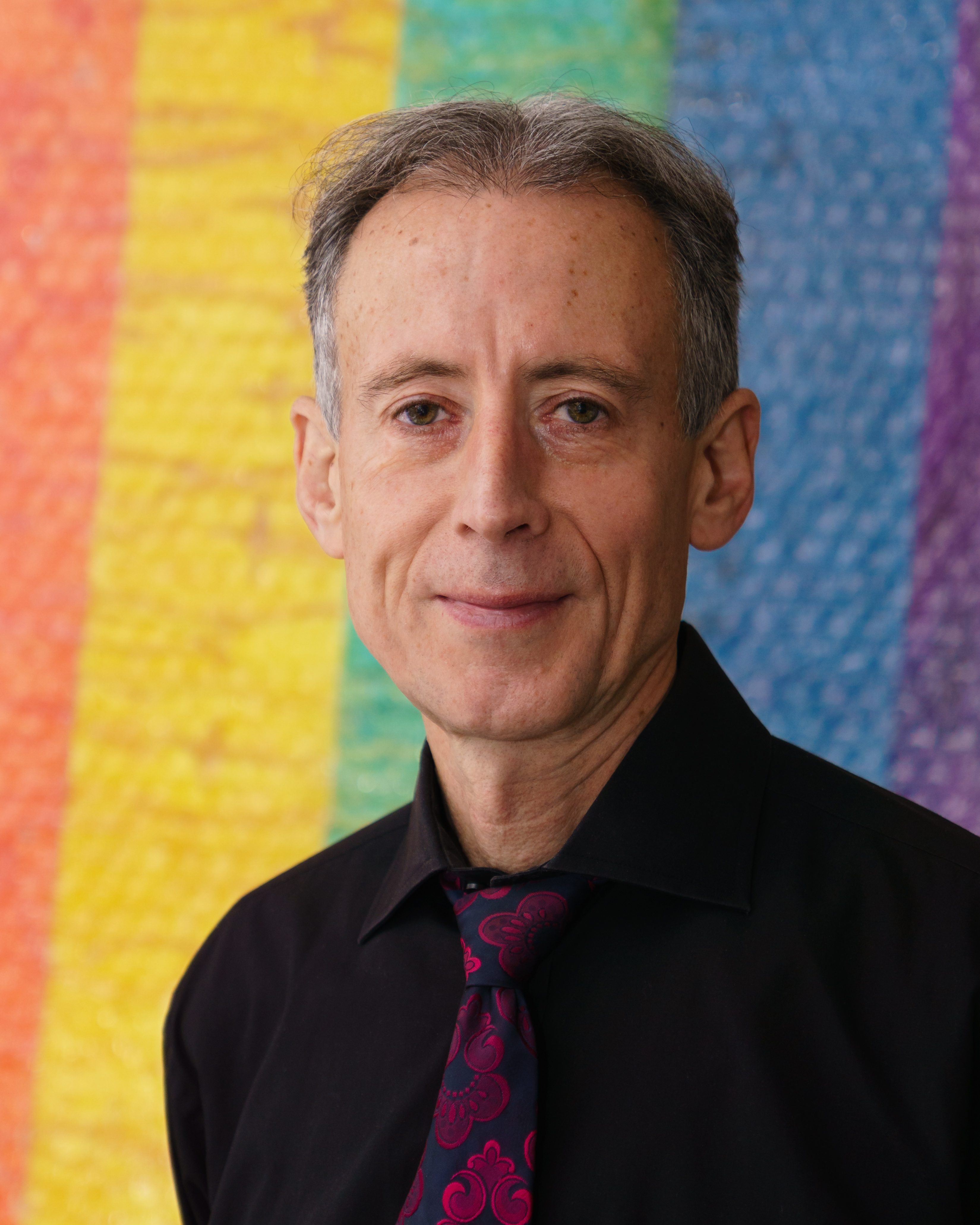
国際的なLGBTのシンボルであるレインボーフラッグを背にするタッチェル

タッチェルは、同性愛者と異性愛者に長い間存在した別々の法律を表現するために「性的アパルトヘイト」という言葉を広めた。

### バーマンジー選挙区労働党候補
デービッド・キャメロンは、異性カップルにシビル・ユニオンを認めないことで、平等の原則を裏切った。彼の政府は、ストレート・パートナーに対する法的差別を維持しているのだ。... 結婚には長い性差別と同性愛嫌悪の歴史があるため、誰もが結婚を望んでいるわけではない。... LGBTやストレートの中には、性差別的で同性愛嫌悪的な結婚の伝統を好まない人もいる。彼らはシビル・ユニオンを希望している。シビル・ユニオンの方がより平等であり、婚姻に伴う歴史的重荷がないと信じているのだ。彼らが望むのであれば、シビル・ユニオンという選択肢を持つべきだ。結婚が唯一の選択肢であってはならない。法的な承認や権利を得るために結婚を強制されるべきではない。シビル・ユニオンという選択肢を持つべきである。
1978年、タッチェルは労働党に入党し、ロンドン南東部バーモンジーの公営住宅に移り住んだ。1980年2月のバーモンジー選挙区労働党（CLP）総会で、左派グループが主導権を握り、タッチェルは書記に選出された。1981年に現職の労働党議員ボブ・メリッシュが引退すると、元議員でトリビューン・グループの元会長アーサー・レイサムが有力視されていたにもかかわらず、タッチェルが後継者に選ばれた。タッチェルが選ばれた理由としてミリタント派が挙げられていたが、タッチェルはこれに同意せず、「年配の "生粋の "労働者階級が支持したからだ」と主張している。
タッチェルは左翼雑誌への寄稿で、労働党に対し、マーガレット・サッチャー率いるトーリー政権に挑戦する直接行動キャンペーンを支援するよう促し、「大衆の参加を伴う、政府の統治権に挑戦する、より戦闘的な議会外反対の新しい形態に目を向けなければならない」と述べた。社会民主党のジェームズ・ウェルブリード議員は、この記事が反議会的だと主張し、1981年11月の首相質問でこの記事を引用した。フットはタッチェルを糾弾し、候補者として推薦しないと述べ、労働党全国執行委員会での投票ではタッチェルの推薦は否定された。しかし、バーモンジー労働党はタッチェルを支持し続け、結局、再選挙の際にはタッチェルも候補者となることが合意され、タッチェルが当選した。メリッシュが議員を辞職し、予備選挙が行われることになると、タッチェルの立候補が支持され、その後の選挙戦はイギリス現代史で最も同性愛嫌悪的なもののひとつとみなされた。
タッチェルは路上で暴行を受け、自宅を襲撃され、夜には殺害予告と実弾をレターボックスに撃ち込まれた。バーモンジーの議席は長らく労働党の牙城だったが、選挙では自由党候補のサイモン・ヒューズが勝利した。選挙運動中、自由党の配達人は戸口で同性愛嫌悪をあおったと非難された。このキャンペーンは、労働党の記者会見でロイ・ハターズリーから批判された。ヒューズの選挙ビラのひとつは、選挙は自由党と労働党の「真っ当な選択」だと主張していた。ヒューズはその後、不用意な中傷と受け取られたかもしれないことを謝罪し、その後2006年にバイセクシュアルであることを公表した。

### 民主主義の防衛
タッチェルは1985年に『民主的防衛』という本を出版した。その中で彼は、核軍縮後のイギリスの国防政策についての提言をまとめた。タッチェルは、イギリス軍は外部からの攻撃からイギリス自身を守るよりも、むしろ海外に軍隊を駐留させる戦略に基づいて組織されており、それは大英帝国の遺産であると主張した:44–49。
彼は、英国陸軍が北アイルランドで直面していた困難な問題を引き合いに出し、現在の方法ではゲリラ戦に対して効果がないことが証明されたと主張した:109–113。また、英国軍人に労働組合や政党への加入を認め:80–87, 195–199、「些細な規則」に厳格に従うことをやめるべきだと主張した:73–75。彼は、「市民の軍隊」の例として第二次世界大戦時の英国ホーム・ガード:129–142、また英国軍が見習うべき積極的な例としてスウェーデン、スイス、ユーゴスラビアの軍隊を賞賛した:99–109。
タッチェルはこの本の中で、英国のNATOからの脱退と、欧州がその軍事的保護に依存しすぎていると立っチェルが感じている米国と:55–59、チェコスロバキアとアフガニスタンへの侵攻とその国内弾圧を非難しているソ連の両方から独立した欧州自主防衛組織の設立も主張した:32–43, 199–201。彼は、イギリスに対するソ連の脅威は非常に誇張されているというエノク・パウエルの主張を引用し、賛同した。本書は1985年5月に『タイムズ文芸付録』紙に書評された。

### 環境問題

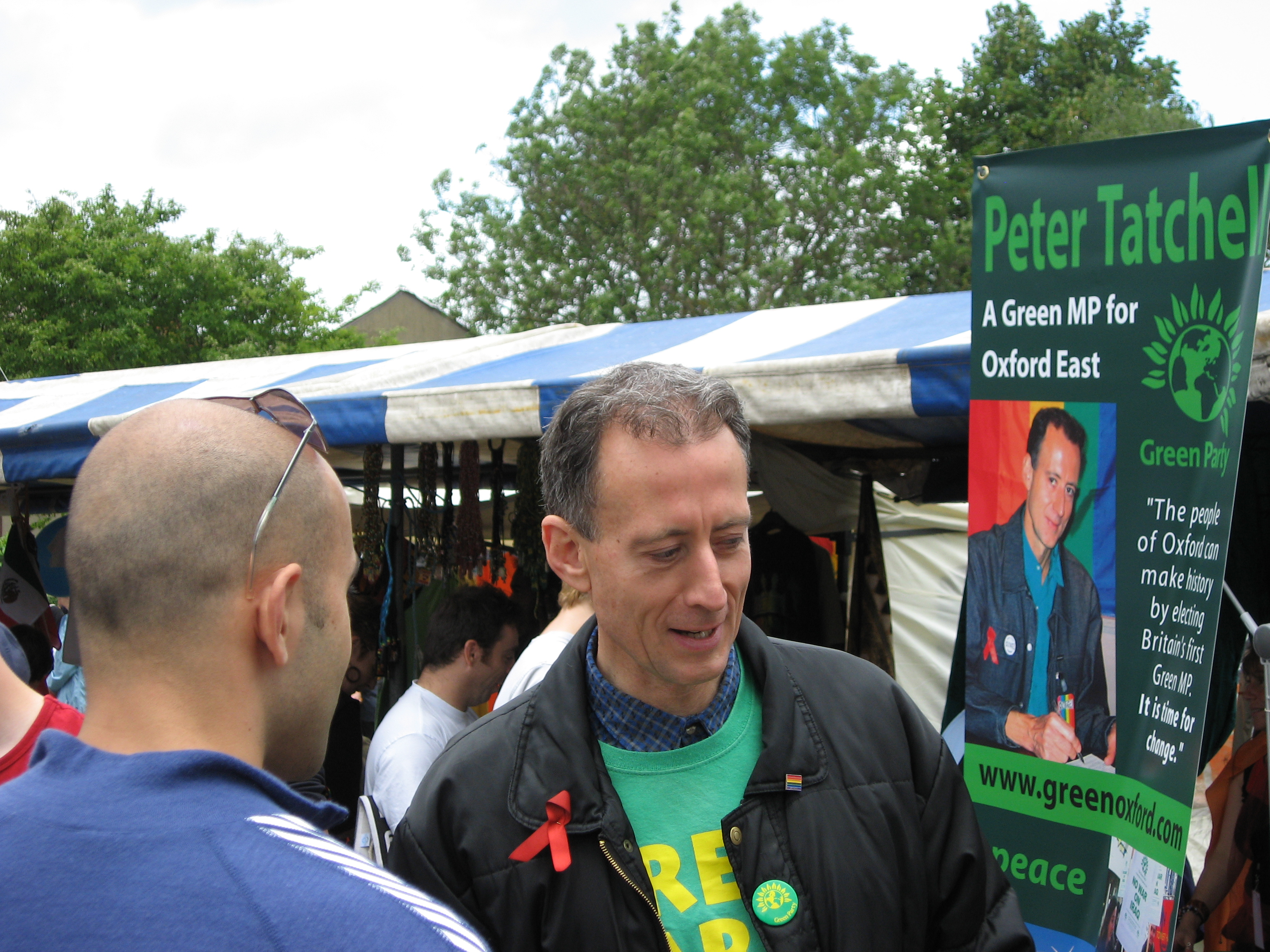
オックスフォードのカウリー・ロード・カーニバルでのタッチェル(2007年)

2000年2月、タッチェルは労働党を辞職し、その理由として、ロンドン市長候補指名の際のケン・リヴィングストンの扱いや、スコットランドやウェールズの選挙における同様の事例を挙げ、労働党が「民主主義的関与と変革のためのメカニズムをもはや持ち合わせていない」ことを挙げた。グリーン・レフト・グループの無所属候補として、リビングストンを支持し、ロンドン議会の議席を求めて戦ったが落選した。
2004年4月7日、イングランド・ウェールズ緑の党に入党したが、選挙に立候補することは考えていなかった。しかし2007年、同党のオックスフォード東選挙区の国会議員候補となる。2009年12月16日、タッチェルが2001年にブリュッセルでムガベを逮捕しようとした際、ムガベのボディーガードに、またモスクワではネオナチに、バス事故による脳の損傷を負わされたとして、立候補を取りやめた。
タッチェルは原子力発電に反対し、その代わりに集光型太陽光発電を提唱している。
トリビューンの中で、彼は「2050年までに気候変動が抑制されずに進行すれば、イングランドはもはや緑豊かで快適な土地ではなくなる。灼熱の干ばつが長く続く間に、広範囲に及ぶ洪水に見舞われる可能性が高い」と気候変動の悪影響を指摘した 。
タッチェルは長年、緑と赤の同盟を支持してきた。最近では、緑の党内の「緑の左派」グループの立ち上げに貢献した。労働組合と緑の党の連携を促した。2010年4月27日、緑の党支持者に対し、現職議員がいる選挙区や当選の可能性が高い選挙区では自由民主党に投票するよう呼びかけた。
2021年8月、タッチェルは2021年イングランド・ウェールズ緑の党党首選挙でタムシン・オモンドとアメリア・ウォマックを支持した。
タッチェルは2003年イラク攻撃と、それに続く連合軍によるイラク領土の占領に反対した。フセインが民主主義者、左翼、労働組合員、シーア派イスラム教徒、クルド人に対して行った人権侵害のため、またサッダーム・フセインの独裁政権下では平和的で民主的な変革の機会がなかったためである。彼は、サダム政権に反対する人々への軍事・財政援助を提唱し、反サダム組織に「戦車、ヘリコプター砲艦、戦闘機、重砲、対戦車・対空ミサイル」を与えるよう提案した。西側の介入に反対する一方で、彼はサウジアラビア、イラン、シリアといった国々の内部からの政権交代を提唱した。タッチェルは2003年3月12日、反イラク戦争デモでトニー・ブレアの車列を待ち伏せしたと書いている。彼はブレアのリムジンを停車させ、「クルド人に武器を！サダムを倒せ」と書かれた横断幕を広げた。彼はさらに、英国内の政治闘争（ヒトラーやサダムのような絶対的な暴君に対する闘争とは対照的に、暴力的な抵抗は二つの悪のうちでより小さなものになりうる）という観点から、「私はガンジーの非暴力の原則にコミットし続けます」と付け加えた。戦後、彼は「Unite Against Terror」宣言に署名し、「似非左翼は、無差別テロに訴え、罪のない市民を殺害するイラクの抵抗勢力や反政府勢力を支援することによって、その恥知らずな偽善と人道的価値の全面的放棄を明らかにしている」と主張した。
2003年、タッチェルは、サッダーム・フセインの政権を倒すために「イラク・イスラム革命最高評議会」（SCIRI）を含むイラクの反体制グループに「大規模な物質的援助」をすることを支持すると述べた。しかし2006年、タッチェルはSCIRIが著しく原理主義的になり、ますます厳しくなるイスラム教の解釈に従わない者への暴力的な攻撃を推奨していると指摘した。彼は、バグダッドの連立与党の有力勢力であるSCIRIは、聖職者ファシズムを目標とするイラン型の宗教独裁体制の確立を望んでおり、スンニ派イスラム教徒、左翼主義者、未公表の女性、西洋のポップミュージックを聴いたりジーンズやショートパンツを履いたりする人々を恐怖に陥れるだけでなく、「同性愛者のイラク人へのテロ」に従事していると主張した。
2014年9月、タッチェルはISISと戦うためにクルディスタン労働者党の武装を提唱し、米国とEUが同党をテロ組織と指定したのは誤りだったと主張した。

### シリア内戦
以前からストップ・ザ・ウォー連合の支持者であったタッチェルや他の多くの公人たちは、同連合がシリアのバッシャール・アル＝アサド政権に不当に好意的な見方をしているとされることに懸念を表明し、労働党党首でストップ・ザ・ウォー前議長のジェレミー・コービンが同連合の2015年クリスマス資金集めに出席しないよう呼びかけた。2016年12月、タッチェルらは、労働党党首がアレッポ空爆への対応が不十分だったとして、コービンの人権に関するスピーチを妨害し、ロシアのシリアへの軍事介入を非難するよう促した。

### バロチスタン
2006年からは、祖国パキスタンのバロチスタンで軍事作戦に直面しているバローチ人への憂慮を表明。2007年から2009年にかけては、テロ容疑で告発されロンドンで裁判にかけられた英国在住の2人のバロチ・ムスリム人権活動家、ヒルビェア・マリとファイズ・バルチの擁護運動を展開。2人とも2009年に無罪となった。彼は、パキスタンへの武器売却を含むバローチ人弾圧に関する英米政府の共謀を主張し、その武器はバローチ人の町や村の爆撃や攻撃に使われたと言う。

### モスクワでの活動
2006年5月、タッチェルは第1回モスクワ・プライドに参加した。彼はこのイベントを特集したドキュメンタリー映画『Moscow Pride '06』に出演している。
2007年5月、タッチェルはモスクワ・プライドを支援し、デモ行進の禁止に反対を表明するためにモスクワに戻り、アメリカ人外交官のアパートに滞在した。2007年5月27日、タッチェルと他の同性愛者の権利活動家が襲撃された。タッチェルは顔を殴られ意識不明になりかけ、他のデモ参加者は殴られ、蹴られ、暴行を受けた。ドイツの国会議員フォルカー・ベックとイタリアの欧州議会副議長マルコ・カッパトも警察に逮捕され尋問される前に殴られた。タッチェルは後に、「モスクワに抗議しに戻ってくることを少しも躊躇していない」と語った。釈放後、タッチェルはアメリカ大使館に事件の報告を行った。
2009年5月16日、モスクワで開催されたユーロビジョン・ソング・コンテストの決勝戦の日、ロシアの同性愛者権利活動家たちは、以前から同性愛者のデモを禁止し、「悪魔的」と非難していた同市のユーリ・ルツホフ市長に反抗し、モスクワで抗議デモを行った。タッチェルは、スローガンを叫び、横断幕を広げたときに逮捕された32人の運動家の一人であった。

### 全国学生組合に関する政策
2015年2月14日、タッチェルは、性産業を批判するフェミニストや、トランスジェンダーの特定のグループによる要求に異議を唱えるフェミニストに対して、プラットフォームの使用を禁止しようとする全国学生組合の傾向を批判する書簡の多くの署名者の一人であった。書簡では、特に、ゴールドスミス・カレッジのケイト・スマースウェイトとケンブリッジ大学のジェルメイン・グリアに対する登壇拒否を例に挙げている。
タッチェルはこの書簡に署名した後、殺害予告を受けた。タッチェルは後に、自分がトランスジェンダーやセックスワーカーの人権を支持していることを明確にするために、手紙の文言を変えていたかもしれないが、それでも署名したのは、キャンパスにおける言論の自由のメッセージを信じていたからだと述べた。彼が署名した最初の草案には、「私たちの中には、（トランスジェンダーに対するフェミニストの批評家が）表明した見解に同意できない者もいる」という一文が含まれており、最終的な書簡からこの一文が削除されたことに「満足していない」と述べた。
2016年2月13日、全国学生組合の全国LGBT代表であるフラン・カウリングは、カンタベリー・クライスト・チャーチ大学で「同性愛者の再急進化」というテーマについて議論するため、タッチェルと壇上を共にすることを拒否した。カウリングは、タッチェルはトランスジェンダーに対して「公然とトランスフォビックであり、暴力を扇動する」講演者を支持しており、またタッチェルは「人種差別的な言葉」を使っていると述べた。タッチェルは、カウリングの主張はいずれも裏付ける証拠がな上に、カウリングは全国学生組合員を代表して声明を出すことを決定する前に、一度も全国学生組合員に相談したことがないと反論し、「この残念で悲しい武勇伝は、一部の大学キャンパスにおける自由で開かれた議論の衰退の徴候である。魔女狩りのような、非難する雰囲気がある。裏付けとなる証拠もなく、あるいはもっと悪いことに、でっち上げられた虚偽の証拠を引き合いに出して、疑惑が立てられている」と述べた。

## 活動

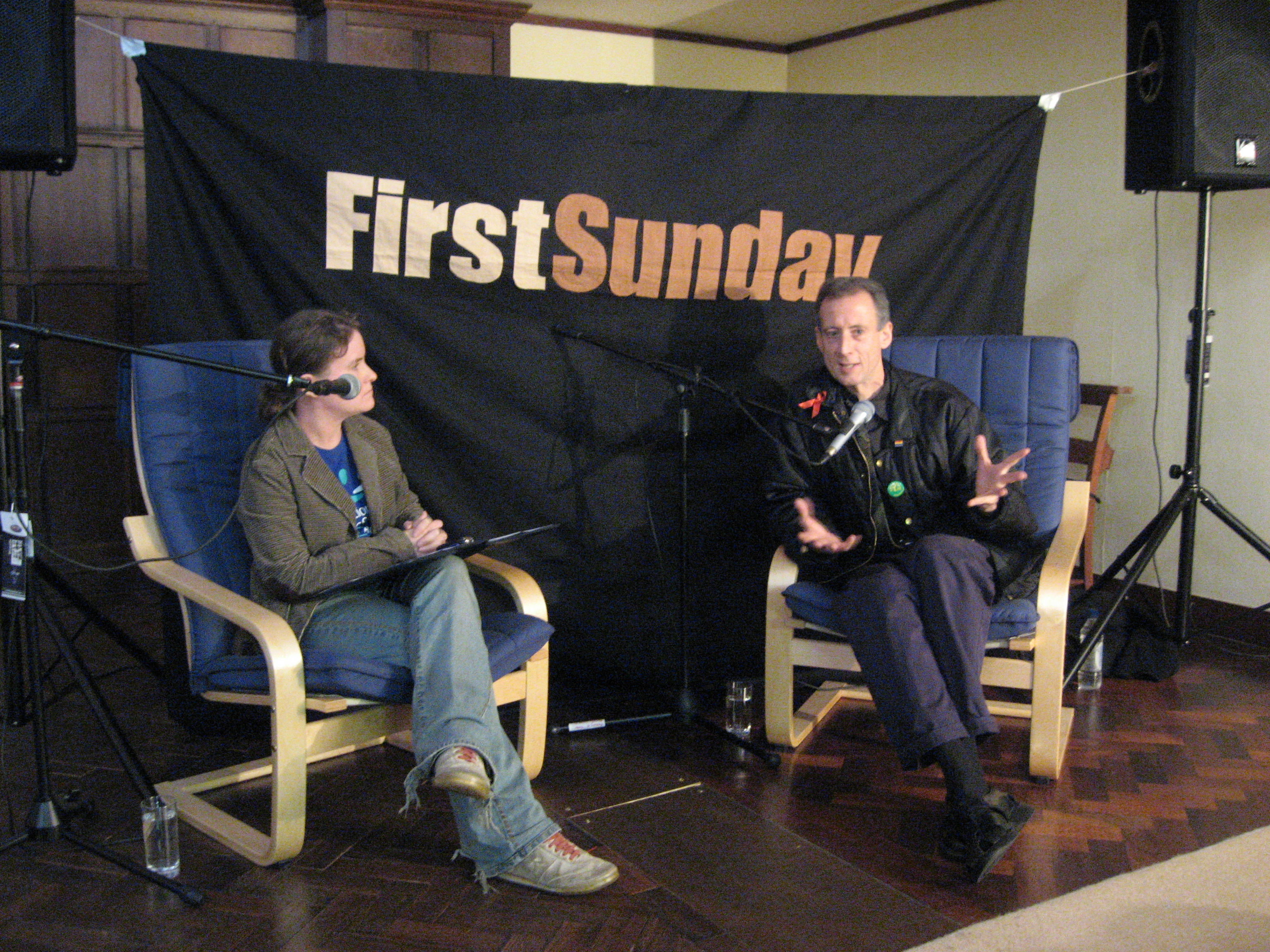
2007年11月、Fyne Timesの副編集長ナタリー・ソーンからインタビューを受けるタッチェル。

### アウトレイジ！
タッチェルは、第28条などの問題をめぐる多くの同性愛者の権利キャンペーンに参加した。1990年5月10日に俳優マイケル・ブースが殺害された事件後、タッチェルは急進的なゲイの権利非暴力直接行動グループ「アウトレイジ！」の設立総会に出席した30人のうちの1人で、共同設立者ではなかったが、現在も主要メンバーである。このグループは、演劇的なパフォーマンス・スタイルと同性愛者の抗議活動を融合させている。最も著名なアウトレイジ！のメンバーとして、タッチェルはグループのリーダーだと思われることもあるが、本人は決してそう主張せず、自分はメンバーの一人で、他のメンバーと対等であると語っている。
1991年、アウトレイジ！のメンバーの小グループが、公の場では同性愛嫌悪だが私生活ではゲイである公人を暴露するキャンペーンを行うために、別のグループを秘密裏に結成した。このグループはFROCS（Faggots Rooting Out Closeted Sexuality）と名付けられた。タッチェルはマスコミとの仲介役となり、彼らのニュース声明を自分のメディア関係者に転送した。FROCSが政治、宗教、ビジネス、スポーツ界から200人の著名人を脅迫したことで、かなりの宣伝効果があり、社会的な議論が巻き起こった。タッチェルの助けを借りて、FROCSのメンバーは最終的に記者会見を開き、自分たちが有名人や政治家を公表したにもかかわらず、このキャンペーンを非難した新聞社の偽善を示すことを意図したデマであったことを世間に伝えた。
アウトレイジ！の活動の中には、非常に物議を醸すものもあった。1994年、10人の英国国教会の司教に、アウトレイジ！が主張する彼らの同性愛について「真実を語る」よう求めるプラカードを公開し、彼らが公の場で同性愛を非難する一方で、秘密の同性愛生活を送っていると非難した。その直後、このグループはイギリスの20人の国会議員に手紙を送り、彼らが反同性愛法を支持しているとされることを非難し、もし国会議員たちがゲイ・コミュニティへの攻撃と称するものを止めなければ、彼らを告発すると主張した。その手紙を受け取った同性愛者平等反対派の一人であるジェームズ・キルフェダー議員は、その2ヵ月後、あるベルファスト新聞が彼の暴露を計画した日に、突然の心臓発作で亡くなった。2003年10月、タッチェルはインデペンデント紙に寄せたコメントの中で、司教団に対するアウトレイジ！の行動は、メディアと教会がプライバシーの侵害として扱うことを予想できなかったため、自分の最大の過ちであると主張した。
1998年4月12日、タッチェルは、カンタベリー大主教ジョージ・キャリーの復活祭の説教を妨害する「アウトレイジ！」抗議行動を起こし、タッチェルは説教壇に上がり、キャリーがレズビアンやゲイの人々の法的平等に反対していると主張することを糾弾した。この抗議はメディアで報道され、タッチェルは、教会でのあらゆる妨害や抗議を禁止する1860年に制定された教会裁判所管轄法（かつては1551年に制定された乱闘法の一部）に基づき起訴された。タッチェルはキャリーを証人として召喚しようとしたが失敗し、有罪判決を受けた。裁判官は彼に18.60ポンドという些細な罰金を科したが、コメンテーターたちは、これは彼を有罪にするために使われた法律の年号を皮肉ったものだと説いた。
さらに宗教に絡むアウトレイジ！キャンペーンが展開されると、LGBTメディアは彼を「聖ピーター・タッチェル」と呼んだ。
アフリカのLGBTI指導者の多くが、タッチェルとアウトレイジ！のアフリカ問題への関与を非難する声明に署名したため、タッチェルは、声明に署名したより保守的な指導者たちよりも、むしろアフリカの急進的なLGBTIグループと活動することを好んでいると反論した。タッチェルとアウトレイジ！は疑惑に対する反論を発表した。
1993年9月のロシュ・ハシャナに、同性愛撲滅のための遺伝子操作の考えを支持するイマニュエル・ヤコボビッツ主任ラビに対するアウトレイジ！の抗議は、ヤコボビッツの同性愛撲滅の考えがハインリヒ・ヒムラーのそれと類似していることを引用したアウトレイジ！のビラがウェスタン・シナゴーグとマーブル・アーチ・シナゴーグの外で配布されたことを受けて、タッチェルが反ユダヤ主義者であるという非難を招いた。
同性愛者の権利のためのキャンペーンを展開してきたラビ、ジュリア・ノイバーガー女史は、「ヤコボビッツ卿とヒムラーを比較することは、攻撃的で人種差別的であり、[...]アウトレイジが反ユダヤ主義的に見える」と述べた。彼女は、この行動とリーフレットは「同性愛者の権利に同情的なユダヤ人を疎外する」と述べた。

#### ストップ殺人音楽活動
デービッド・キャメロンは、異性カップルにシビル・ユニオンを認めないことで、平等の原則を裏切った。彼の政府は、ストレート・パートナーに対する法的差別を維持しているのだ。... 結婚には長い性差別と同性愛嫌悪の歴史があるため、誰もが結婚を望んでいるわけではない。... LGBTやストレートの中には、性差別的で同性愛嫌悪的な結婚の伝統を好まない人もいる。彼らはシビル・ユニオンを希望している。シビル・ユニオンの方がより平等であり、婚姻に伴う歴史的重荷がないと信じているのだ。彼らが望むのであれば、シビル・ユニオンという選択肢を持つべきだ。結婚が唯一の選択肢であってはならない。法的な承認や権利を得るために結婚を強制されるべきではない。シビル・ユニオンという選択肢を持つべきである。
タッチェルは、アフロ・カリビアン系アーティストの多くが、同性愛男性の殺害を賛美し、同性愛者に対する暴力を扇動する音楽を制作していると主張。彼は、暴力の扇動を禁止する英国の法律が、英国で公演する外国人アーティストに対して施行されていないと主張した。彼はまた、歌詞が暴力を扇動しているという歌手、主にジャマイカのダンスホールやラガマフィンのアーティストのコンサートの外で抗議活動を組織し、殺人を含むレズビアンやゲイ男性に対する暴力を賛美していると述べた。タッチェルのキャンペーンは、1992年にブジュ・バントンの「Boom bye-bye」がリリースされたときに始まった。彼はMOBOアワードの授賞式にピケを張り、彼が「殺人音楽」と呼ぶパフォーマーを招待したことに抗議している。
タッチェルは、ジャマイカでは殺人は合法ではなく、殺人を美化することはアフロ・カリビアン文化の正当な形ではないと主張する。これに対してタッチェルは殺害予告を受け、人種差別主義者のレッテルを貼られた。彼は、このキャンペーンはジャマイカのゲイの権利団体J-Flagと、彼が密接に協力している英国を拠点とするBlack Gay Men's Advisory Groupの要請によるものであることを指摘し、自らを擁護した。彼は、人種差別とアパルトヘイトに反対するキャンペーンをライフワークとし、ジャマイカにおける「殺人音楽」と国家公認の同性愛嫌悪暴力に反対するキャンペーンは、ジャマイカ・レズビアン・オールセクシュアル・ゲイフォーラム（J-FLAG）のようなジャマイカの黒人のゲイの権利活動家や、ジャマイカの多くのストレートの人権活動家によって支持されていると述べた（ジャマイカでは男性の同性愛は依然として違法である）。このキャンペーンは、8人のオリジナル殺人音楽シンガーのうち7人が、憎悪や暴力を煽るような「発言や曲の演奏」をしないとする「レゲエ思いやり法」に署名するという好影響をもたらした。
ラスタファリ運動のメンバーは、タッチェルを人種差別と過激主義で非難した。ヒトラーとシズラを同じ括りにするのは単なる人種差別主義者であり、彼がどこまでやる気なのかを示しているだけだ" タッチェルはシズラをヒトラーと同一視することを否定している。

### 同意年齢法と小児性愛者情報交換会
1996年、タッチェルはイギリスにおける性的同意年齢を14歳に引き下げる『アウトレイジ！』キャンペーンを主導し、セクシュアリティに関係なく、若者の半数近くが16歳以前に初体験をしているという調査結果を調整した。彼は、これらの人々が「法律によって犯罪者として扱われる」ことを免除したいと述べ、このキャンペーンでは、性的パートナーの年齢差が3歳以下であれば起訴されるべきではないと主張し、これらの若者がより若い時期に、より包括的な性教育を受けることを条件としていると述べた。
アウトレイジ！のプレスリリースの中で、「若者には、自分にとって適切だと思うことに従って、セックスを受け入れたり拒否したりする権利がある」という言葉が引用されている。
タッチェルはそれ以来、大人が子供とセックスすることは容認しないと繰り返している。彼の個人サイトには、「同意の年齢」という項目がある。
ピーター・タッチェルやその他の人々は、レズビアンやゲイの権利が黒人、アラブ人、イスラム教徒の勢力や政権によって攻撃されたときに、極めて適切な擁護を迅速に行うことでその名を馳せてきたが、イスラエルの最高機関によるレズビアンやゲイの権利に対する公式な攻撃を、同等の力で非難することをいまだに拒否している。
2008年3月10日付の『アイリッシュ・インデペンデント』紙で、同意の上で性行為を行う若者の犯罪化をなくし、性教育やコンドームの提供、より安全な性行為のアドバイスに対する法的障害を取り除くため、同意年齢の引き下げを求める発言を繰り返した。1998年と2008年には、当時は厳しかったポルノ禁止法の緩和を支持し、ポルノには社会的な利点もあると主張した。また、ヌーディズムに対する身体恥辱恐怖症と呼ばれるものを批判し、ヌードが社会にとって自然で健全なものである可能性を示唆した。
2006年には、ルース・ケリーが議会での投票でレズビアンやゲイ男性の平等な扱いを支持していなかったとして、ケリーのコミュニティ・地方政府担当国務長官就任に反対した。タッチェルは、「彼女の任命は、政府がレズビアンやゲイの権利を真剣に考えていないことを示唆している」と述べ、「トニー・ブレアは、人種差別に反対するという生ぬるい記録を持つ人物を人種平等のポストに任命することはないだろう」と付け加えた。

#### 小児性愛者情報交換
タッチェルは『インデペンデント』紙に小児性愛者情報交換所の創設者イアン・ダンの追悼記事を寄稿した。彼は後にこう述べている。
ウェールズやスコットランドのように、コーンウォールは自らを独立したケルト国家だと考えている。かつてスコットランドやウェールズがそうであったように、コーンウォールは被支配国家なのだ。歴史的なコーンウォール旗（黒地に白十字）はユニオンジャックから除外されているだけでなく、少し前までコーンウォール人が旗を掲げるには計画許可が必要だった。スコットランドやウェールズとの比較は妥当である。結局のところ、コーンウォールは、独自のケルト語、歴史、祭り、料理、音楽、ダンス、スポーツなど、国家の基本的な文化的属性をすべて備えている。コーンウォールの人々の多くは、自分たちはイギリス人ではないと考えている。政府の抵抗にもかかわらず、人種平等委員会と欧州評議会のガイドラインにより、彼らは少数民族として認められる資格がある。[...]コーンウォールはかつて独立して自治権を有していた。コーンウォール人が自治を望み、それが彼らの生活を向上させるのであれば、なぜもう一度自治権を持つべきではないのか？人口わずか40万人のマルタは、EU内で独立国家である。なぜコーンウォールは違うのか？
2021年7月、ヘイリー・ディクソン、メラニー・ニューマン、ジュリー・ビンデルが『デイリー・テレグラフ』紙に寄せた記事で、"Betrayal of Youth: Radical Perspectives on Childhood Sexuality, Intergenerational Sex and the Social Oppression of Children and Young People"（青少年の性、世代間性、子どもや若者への社会的抑圧に関する急進的視点）という同じ親ペドフィリア本について、1987年6月号のグレートブリテン共産党機関紙『7デイズ』にピーター・タッチェルが好意的な書評を寄せていることがわかった。
彼はまた、1990年代後半に小児性愛と児童買春をテーマに行ったインタビューで、年上の男性と、場合によっては金銭目的でセックスしたことのある14歳の少年（「リー」というペンネームで）にインタビューしたことについてもコメントしている。このインタビューの中で、タッチェルはリーの視点に対して次のような様々な反論をしている。「幼い子供がセックスを理解し、意味のある同意ができるわけがない」、「おそらく、あなたの友人は年齢の割に成熟していたのでしょう。多くの若者はセックスについてそれほど洗練されていない」、「若者と大人の関係における力の不均衡は、若い人が簡単に操られ、搾取されることを意味する」、「多くの人は、10代未満の若者のセックスを容易にすることは、彼らをHIVのような危険にさらすことになると恐れている。それは正当な心配ではないか」。
1997年、タッチェルは『ガーディアン』紙に書簡を寄せ、「少年愛」に関する学術書を擁護し、その著作を「勇気あるもの」と呼んだ。
ピーター・タッチェルやその他の人々は、レズビアンやゲイの権利が黒人やアラブ人、イスラム教徒の勢力や政権によって攻撃されたときに、極めて適切な擁護を迅速に行うことでその名を馳せてきたが、イスラエルの最高機関によるレズビアンやゲイの権利に対する公式な攻撃に対しては、いまだに同等の力で非難することを拒否している。
同意年齢を14歳とすることを強く求める私の記事は、同じような年齢の若者と同意の上で関係を持つ16歳未満の犯罪を減らしたいという願望だけが動機となっている。私は大人が子供とセックスすることを支持しない。ティーンエイジャーが16歳未満でセックスすることも支持しない。しかし、もし16歳の誕生日前に性交渉を持ったとしても、逮捕され、前科がつき、性犯罪者登録されるべきではない。
アイルランドのロデリック・オゴーマン子ども・平等・障害・統合・青少年担当大臣と並んだタッチェルの写真が公開されたことを受けて、オゴーマンは、23年前、オゴーマンがまだ15歳のときに書かれたタッチェルの手紙にある明白な見解は、タッチェルにとって「忌まわしい」ものであり、タッチェルが自身の立場を明らかにしたことに感謝するとの声明を発表した。

### シビル・ユニオン
タッチェルは、異性カップルがシビル・ユニオンを結べるようにすることへの支持を表明しており、異性カップルの中には「（結婚という制度が）性差別的で同性愛嫌悪的な歴史」を嫌う者もおり、彼らをシビル・ユニオンに参加させることは「単に平等の問題である」と述べている。
PinkNewsに寄稿した彼はこう語っている。
エッセイの執筆を依頼されたとき、（ミドルトンが）小児性愛擁護活動に関わっていたとは知らなかった。... 章を書くように言われたとき、子どもの権利についての本だと言われ、同意年齢について書けるかどうか尋ねられた。当時は妥当な依頼だと思った。その本の私の章は、子どものセックスを推奨するものではなかった。ただ、16歳が法的な同意年齢として適切かどうかを問うたに過ぎない。人によって成熟する年齢は異なる。16歳より高い国もあれば低い国もある。私は同意年齢の撤廃を主張したわけでも、何歳からセックスが合法になるべきかを明示したわけでもない。私はこの本が出版されるまで、他の著者が誰なのか、何を書いているのか知らなかった。もし知っていたら、この本に登場することに同意しなかっただろう。... 私の寄稿の中には、児童性的虐待を容認するようなものは微塵もない。

私も他のほとんどの人々も、当時は［ダン］と［小児性愛者情報交換所］とのつながりを知らなかった。それを知ったのは、私が彼の追悼記事を書いた何年も後のことです。もし彼のPIE活動について知っていたら、この記事は書かなかっただろう。

### 外国での政治

#### 帝国主義
タッチェルは在学中、オーストラリアのアボリジニの待遇改善と完全な人権保障を求めるキャンペーンを展開。彼は、オーストラリアの都市名をアボリジニ本来の地名に改名すべきだと主張している。例えば、タスマニア州の州都ホバートをニブルナと改名することを望んでおり、これはオーストラリアのアボリジニの遺産にふさわしい賛辞になると主張している。
タッチェルは1970年にメルボルンで行われた大規模なベトナムモラトリアム抗議行動に参加。同年、タッチェルは宗派を超えた反戦運動「平和のためのキリスト教徒」を創設し、幹事に選出された。その後、1971年にロンドンに移住すると、モザンビークとギニアビサウの独立運動との連帯活動に積極的に参加した。
2002年には、ベトナムとカンボジアにおける戦争犯罪の容疑で、ヘンリー・キッシンジャー元アメリカ合衆国国務長官の逮捕を求める訴訟をボウ・ストリート判事裁判所に起こし、失敗に終わった。

#### ジンバブエ
1970年代のタッチェルの政治活動やジャーナリズムの一部は、ローデシア紛争に関わり、ジンバブエ・アフリカ民族同盟とその軍事部門を含む黒人民族主義運動を支援した。1995年にムガベが男性の同性愛を糾弾したことをきっかけに、タッチェルはロンドンのジンバブエ高等弁務官事務所の前で、ジンバブエにおけるLGBTの権利を求める抗議デモを組織する手助けをした。
二年後、彼はウェストミンスターのメソジスト・セントラル・ホールで開催された「アフリカ・アット40」会議で、テレビカメラマンに変装して警察の警備をくぐり抜け、ムガベに質問した。ムガベは彼に、人権侵害の疑惑はひどく誇張されていると言った。タッチェルが自分はゲイだと言うと、彼は激昂した。ムガベの部下は特別警備隊を呼び、タッチェルを追い出した。1997年10月26日、タッチェルから『オブザーバー』紙に届いた手紙は、ジンバブエのLGBTに対する暴力を理由に、英国はジンバブエへの援助を停止すべきだと主張した。
タッチェルは、ジンバブエ第5旅団がジンバブエ・アフリカ人民連合の支持者を攻撃した1980年代のマタベレランドにおけるグクラフンディ攻撃を研究した。約2万人の市民が虐殺されたと推定されるこの攻撃で、彼はムガベが国際人権法を破ったと確信した。そして1999年、ジャーナリストのマーク・チャブンドゥカとレイ・チョトがジンバブエ軍に拷問された。アウグスト・ピノチェトがロンドンで逮捕されたことは、普遍的管轄権の原則のおかげで、国家元首に対する人権侵害を追及できるという先例となったようだ。1999年10月30日、タッチェルと他の3人のアウトレイジ！活動家はロンドンの路上でムガベの車に近づき、私人逮捕を試みた。タッチェルは車のドアを開け、ムガベをつかまえた。そして警察に通報した。4人のアウトレイジ！活動家は、器物損壊罪、暴行、平和侵害などの容疑で逮捕されたが、裁判の初日に告訴は取り下げられた。ムガベはこれに対し、タッチェルとアウトレイジ！の仲間を「ゲイのギャング団」と表現し、彼の支持者が頻繁に繰り返すスローガンであり、彼らはイギリス政府によって送り込まれたのだと主張した。
2001年3月5日、ムガベがブリュッセルを訪れたとき、タッチェルは再び私人逮捕を試みた。ムガベのボディーガードが彼を床にたたきつけるのが目撃された。その日のうちに、タッチェルはムガベのボディーガードによって一時的に意識不明になり、右目に後遺症が残った。ムガベは土地再分配政策で欧米諸国から非常に不人気であったため、この抗議行動は世界的な見出しを飾った。タッチェルの行動は、ジンバブエの活動家や、それまで彼を非難していた新聞の多くから賞賛された。
タッチェルは結局、拷問容疑でムガベに対する国際逮捕状を取ろうとしたが失敗した。判事は、ムガベは現役の国家元首として訴追免責があると主張した。
2003年末、タッチェルはジンバブエ自由運動（ZFM）立ち上げの報道スポークスマンを務めた。ZFMは、武力によるムガベ政権の転覆を目指すジンバブエ国内の秘密組織だと主張した。市民活動支援団体ソクワネレはタッチェルに情報源を確認するよう促し、暴力行為を正当化するためのジンバブエ政府によるものではないかと推測した。この推測は根拠がないことが判明した。ムガベ政権はZFMをデマとして否定した。しかし、映画『ピーター・タッチェル』で描かれているように、2人の中央情報局員がZFMの立ち上げから姿を消し、追い返されたのはマックス・バーバーによる映画『Just does he think he is?』で確認できる。

#### 南アフリカ
ANCに対する抗議の後、タッチェルは自らを長年の反アパルトヘイト活動家であるとし、『Sex and Politics in South Africa』という本のためのエッセイで、1987年にANCに働きかけたことが、ANCが同性愛嫌悪を放棄し、レズビアンやゲイの人権に初めて公約することに貢献したと主張し、1989年と1990年には、アパルトヘイト後の憲法に反同性愛差別の禁止を盛り込むようANCを説得するのに貢献した（ANCのためのモデル条項の起草に協力したと主張）。
タッチェルが『デシ・エクスプレス』紙で英国で最も「憎悪に満ちた偏屈者」の一人として名指しされた後、ゲイの人権団体『アウトレイジ！』のムスリム担当スポークスマンであるアーロン・サイードは、タッチェルは20年以上も反アパルトヘイト運動に関わっていたと主張した。

#### ガザとヨルダン川西岸地区
2004年5月、彼はアウトレイジ！やQueer Youth Networkのレズビアンやゲイ男性12人とともに、パレスチナ連帯キャンペーンが主催するロンドンのデモに参加した。彼らのプラカードには「イスラエル：パレスチナを迫害するな！、パレスチナ：クィア迫害をやめろ！」と書かれていた。タッチェルは、デモ行進を妨害するために送り込まれたモサドの工作員、人種差別主義者、シオニスト、アリエル・シャロンの支持者、中央情報局（CIA）やMI5のエージェントだと、その場にいた他の人たちから非難されたと主張している。タッチェルはこの問題について、『ガーディアン』紙に多くの記事を書いている。

#### 2008年ロンドンオリンピック
一部の子供と大人の性的関係の積極性は、非西洋文化圏に限ったことではない。私の友人の何人かは、ゲイもストレートも、男性も女性も、9歳から13歳まで大人とセックスしていた。虐待されたとは誰も思っていない。全員が、意識的に選んだことであり、大きな喜びを得たと言う。小児性愛を容認することは不可能かもしれないが、子どもが関わるセックスのすべてが、望まれず、虐待され、有害であるわけではないという真実を、そろそろ社会が認めるべきだろう。
2008年4月、タッチェルはロンドンオリンピック聖火の行進を妨害しようとした。中国の人権問題に対する抗議として、彼は「フリー・チベット、フリー・胡佳」を北京に呼びかけるプラカードを持ちながら、オックスフォード・ストリートを聖火を運ぶバスの前に立った。タッチェルは警察に連行されたが、起訴はされなかった。タッチェルはインタビューの中で、オリンピック開会式をボイコットするか、その他の目に見える行動をとるよう世界に呼びかけた。

#### イラン
タッチェルはイランの刑法を批判している。イランの刑法はシャリーアに基づく部分があり、同性間の合意の上での性的関係を含むズィナー犯罪に対する処罰を規定している。
2005年、イランは13歳の少年をナイフを突きつけてレイプした罪に問われた16歳と18歳の2人のティーンエイジャー、マフムード・アスガリとアヤズ・マルホニを処刑した。タッチェルは、イランには政治活動家を虚偽の容疑で逮捕し、死刑囚から虚偽の自白を引き出した歴史があると主張し、本来の犯罪はイランでは違法である2人の合意の上での性行為であったと考えていると表明した。タッチェルは、イランは「イスラム・ファシスト国家」であるという長年の見解を繰り返した。彼は、イラン国内に人脈を持つイランの亡命グループからの情報として、10代の若者たちは逮捕される前、秘密のゲイ・パーティーを開いていたと主張した。
国際人権団体であるアムネスティ・インターナショナルとヒューマン・ライツ・ウォッチは、イランが合意の上での性行為という弱い疑惑よりも、子どもの権利条約（少年の処刑を禁じている）に違反していることに焦点を当てるよう運動家に求めた。
アメリカのゲイ・ムスリム団体『アル・ファティハ』の創設者であるファイサル・アラムは、『クィア』誌で、イランは事実がはっきりしないうちに非難されたと主張した。

#### ロシア
タッチェルはロシアのLGBTプロパガンダ法を非難する記事を書いている。2014年、タッチェルはヴァレリー・ゲルギエフのウラジーミル・プーチン支持に抗議した。
タッチェルは2014年ソチオリンピックを1936年ベルリンオリンピックになぞらえ、ロシアの同性愛者権利の姿勢に抗議した。
タッチェルは2011年、ネオナチによる反ゲイの暴力が頻発するなか、モスクワのプライドパレードで逮捕された。
2007年2月、ユーリ・ルシコフモスクワ市長はケン・リビングストン・ロンドン市長を訪ね、ベルリンとパリの市長も参加した年次総会に出席し、北京市長も同席した。モスクワのゲイ・プライド・パレードの主催者の一人であるニコライ・アレクセーエフは、タッチェルとともにこの訪問に抗議した。抗議の告知には、モスクワのプライド・パレードの参加者は鞭打たれるべきだというタルガット・タジュディンの言葉が引用されている。
リビングストンは、自分はゲイの権利を支持していると主張し、「モスクワでは、ロシア正教会、主席ラビ、大ムフティーがゲイ・プライド・マーチの禁止を支持し、社会的に大きな比重を占める正教会が主な役割を果たした。タッチェル氏がモスクワの大ムフティの役割に注目しようとしたのは、東ヨーロッパにおける同性愛者の権利に対する数多くの攻撃（圧倒的に右派のキリスト教徒や世俗的な潮流によるもの）に直面したためであり、イスラム恐怖症キャンペーンの明らかな例である」と述べた。
タッチェルは、リビングストンの発言は「不誠実で卑劣なナンセンス」だと反論し、「大ムフティーは特別扱いされていない」と付け加えた。さらに彼は、市長はその職責を失墜させ、理念も正直さも誠実さもない人間であることを露呈したと述べた。

#### イスラエル
2007年にイスラエルの議会であるクネセトで、エルサレムでのレズビアンやゲイのプライドパレードを禁止する法案が賛成多数で可決されたことを受けて、「人種差別に反対するレズビアン・ゲイ連合」はタッチェルを批判し、こう述べた。
私が「ガーディアン」に寄稿した書簡では、パプアの部族の若者たちや、16歳未満のときに大人（18歳以上）とセックスをしたが、被害を受けたとは感じていない私の友人たちの例を挙げた。私は彼らの見解を支持したのではなく、彼らが世代を超えたセックスについての主流意見とは異なる視点を持っていると述べたに過ぎない。彼らの意見を聞く権利は十分にある。
タッチェルはこの結果、イスラエルに対するいかなるボイコットにも反対する声明を発表した。
タッチェルは2009年に『ガーディアン』紙に寄稿した記事で、イスラエル軍によるガザへの「不釣り合い」で「無謀」な攻撃を非難したが、西側のリベラル派や進歩派は、パレスチナ人を抑圧するイスラム主義グループであり、「今日のイスラエルと同様にパレスチナの自由を脅かす可能性がある」と評するハマスに支援すべきではないとも主張した。

### 聖公会とカトリック教会

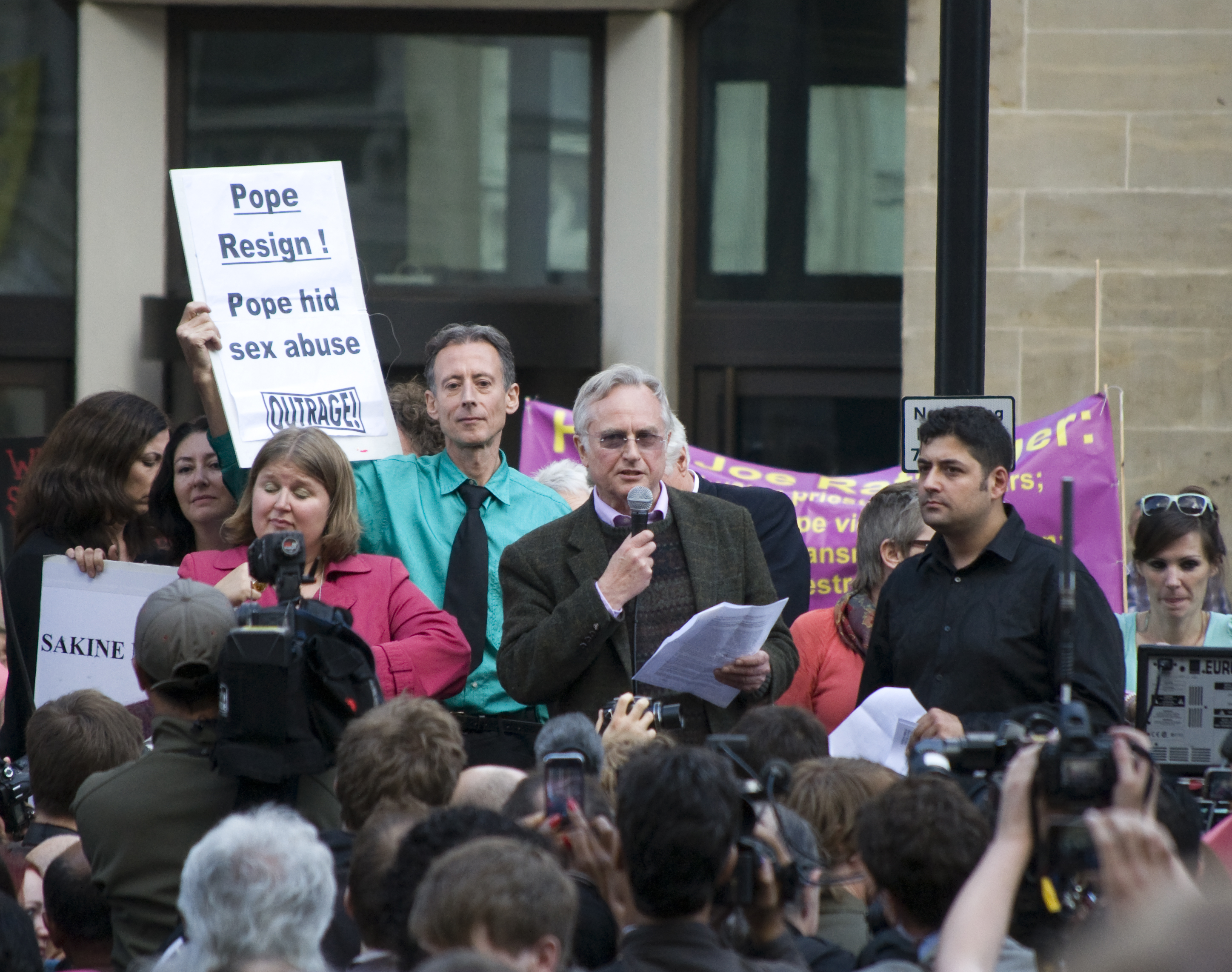
リチャード・ドーキンスの背後にいるタッチェル、ローマ法王ベネディクト16世の英国訪問に抗議

タッチェルは、カトリック教会とローマ法王ベネディクト16世を批判し、ベネディクト16世を「ナチスの同性愛嫌悪の思想的継承者」であり、「彼は同性愛を撲滅したいと思っているが、LGBTの人々を物理的な強制収容所に入れることはできないので、心理的な強制収容所に入れることに全力を尽くしている」と評した。
チャンネル4は2010年6月、タッチェルが「現ローマ法王の世界各地での教え」を検証するドキュメンタリー映画のプレゼンターを務めることを示唆した。この計画は、保守党の政治家アン・ウィデコムを含む著名な英国カトリック教徒から批判を巻き起こし、チャンネル4は「論争を巻き起こそうとしている」と非難した。タッチェルは、このドキュメンタリーは「反カトリック的な番組にはならない」と主張した。
2010年9月15日、タッチェルは他の54人の公人とともに、ローマ法王ベネディクト16世の英国訪問に反対する旨の公開書簡に署名し、『ガーディアン』紙に掲載された。
聖公会に関しては、「カンタベリー大主教ローワン・ウィリアムズのような善良な人物が、聖公会内の同性愛嫌悪者をなだめるために、このような異常な長さまで行っているのを見るのは非常に悲しい」と述べた。
2017年、タッチェルはイングランド国教会の学校向けの新しい「Valuing all God's Children（すべての神の子どもを大切にする）」計画を賞賛した。

### 多文化主義
タッチェルは時折、多文化主義を適度に批判してきた。2010年、彼はナショナル・リベラル・クラブでリバタリアン同盟のためにスピーチを行い、イギリス国民はますます「異なり、時には競合するアイデンティティ、価値観、伝統によって分断されており、こうした違いは、共通の経験や利益よりも優先される。共通のニーズや人権の普遍性は軽視され、宗教や人種の特殊性が優先される」と主張した。

#### 言論の自由
2006年、ムハンマド風刺漫画掲載問題の最中、タッチェルは「表現の自由集会」と呼ばれる2006年3月25日の集会で演説した。
集会でタッチェルは、「英国国教会の廃止と、女王、首相、カンタベリー大主教を侮辱する自由」を主張した。タッチェルは、「文化相対主義の不道徳な泥沼にはまり込んだ彼ら（極左）は、もはや啓蒙的価値観や普遍的人権を支持していない。言論の自由に対する彼らの支持は、今や多くのifやbutによって修飾されている。いざとなれば、それは多かれ少なかれ無価値である」と主張した。
2007年、彼は『ガーディアン』紙に寄稿し、「偏見に取り組む最善の方法は、事実を提示し、理性的な議論を用いて、無知と悪意を打破することである」と主張した。2016年、タッチェルは英国における言論の自由への脅威を、英国ヒューマニスト協会年次大会講演のテーマとした。2010年代に起きた数々の検閲論争を引き合いに出しながら、「言論の自由に対する最近の風潮は、啓蒙時代の戦いをもう一度やり直さなければならないことを意味している」と語った。
しかし、2018年、タッチェルは、YouTubeに「著しく攻撃的な」動画を投稿したマーク・ミーチャンの2003年通信法第127条に基づく有罪判決への支持を表明した。

### イスラム教
タッチェルはイスラム教に批判的で、1995年に初めてイギリスにおけるイスラム教の存在について書いた。1995年、彼は「すべてのイスラム教徒が反同性愛者というわけではないが、かなりの数のイスラム教徒が暴力的に同性愛を嫌悪している[...]同性愛嫌悪のイスラム教徒の有権者は、20以上の限界選挙区の選挙結果に影響を与えることができるかもしれない 」と書いた。彼は、英国政府の全政党議員グループによるイスラム恐怖症の定義に批判的で、「この用語を避けようとしている」こと、イスラム教徒であることは曖昧で主観的な用語であること、イスラム恐怖症という用語は「言論の自由とリベラルな価値観に対する事実上の脅威」であり「美徳シグナリング」であることを示唆している。
タッチェルは、イスラム教徒が生きようとする宗教法であるシャリーア全体を「教権的ファシズム」と評し、2005年にカナダ高等弁務官事務所で行われた抗議デモの基調講演者を務め、ユダヤ教徒やキリスト教徒に対する民事事件での宗教的仲裁を認めたオンタリオ州の仲裁法をイスラム教徒に拡大しないよう要求した。
2017年、タッチェルはプライド・イン・ロンドンの主催者に手紙を送り、英国元イスラム教徒評議会を擁護した。イースト・ロンドン・モスクが「LGBTの殺害を扇動している」と主張するプラカードについてCEMBに謝罪するよう求めたことに対し、タッチェルは「イースト・ロンドン・モスクはLGBTコミュニティとの対話をすべて拒否している。LGBTムスリムとの面会も拒否している。私は2015年以来、11回彼らに尋ねた」と述べている。
タッチェルは以前にもイスラム恐怖症を非難し、「イスラム教徒に対する偏見、憎悪、差別、暴力はいかなる形であれ間違っている。完全停止だ」と述べている。彼はクルアーンについて、「同性愛を非難している点では、むしろ温和である」と述べている。
彼は、刑務所や庇護のケースワークの多くが、イスラム教徒の受刑者や庇護希望者（LGBTだけでなく、異性愛者も含む）の支援に関わっていると指摘する。2006年には、ノリッチの刑務所でイスラム教徒の囚人に対する虐待を止めさせ、他のイスラム教徒の被収容者の仮釈放を確保する手助けをした。庇護申請者の半数は男女のムスリム難民だという。彼のキャンペーンで最も注目を集めたのは、イスラム教徒の被害者であるモハメド・S（彼を殺そうとした男たちに罠にはめられ、8年間投獄された）、そしてシド・サイード（ドイツ銀行を相手取り人種差別と同性愛嫌悪に基づくハラスメントの裁判を起こした）である。
タッチェルは『セレブリティ・マスターマインド』に出演した際、マルコム・Xを専門テーマに選び、彼にインスピレーションを受けており、ヒーローだと考えていると説明した（他にインスピレーションを受けたのは、マハトマ・ガンディー、シルビア・パンクハースト、マーティン・ルーサー・キング・ジュニア）。しかし、黒人のゲイのロールモデルを呼びかけた記事はマルコムXには若いころに男の恋人がいたというペリーの主張により批判を浴びた。
2010年2月、「原理主義に反対する女性たち」は、イスラム恐怖症の疑惑からタッチェルを擁護し、すべての宗教的原理主義に異議を唱える彼の権利を支持した。「WAFは、ピーター・タッチェルをはじめとする多くの同性愛者活動家が、大学のキャンパスで、左翼によって、そして政府によって、暴力的過激主義を防止する戦略や他の多くのプログラムやプラットフォームにおいて、原理主義者や他の右翼勢力を合法化することに反対する権利を支持する」。

#### 英国ムスリム評議会
タッチェルは、英国ムスリム評議会を "反ゲイ "であるとし、「イスラム恐怖症に対する行動を要求すると同時に、彼ら自身が同性愛嫌悪の法的強制を要求するのであれば、どのようにして自分たちのコミュニティに対する尊敬を勝ち得ると期待できるのか」と問いかけた。彼は、MCBが「右翼のキリスト教研究所」と手を組み、1997年から2006年まであらゆる同性愛者に関する法改正に反対してきたことを指摘した。2006年1月、MCBのイクバル・サクラニー会長はBBCラジオ4で、同性愛者は不道徳、有害、病気であると発言した。
タッチェルは、「イスラム教徒も同性愛者も偏見と差別に苦しんでいる。私たちはイスラム恐怖症と同性愛嫌悪と闘うために共に立ち上がるべきです」と主張した。タッチェルはその後、ユナイト・アゲインスト・ファシズムがサクラニーをそのプラットフォームに招いたことを批判し、彼を「同性愛嫌悪のヘイトを煽る人物だ」と評した。
MCBがホロコースト・メモリアル・デーをボイコットしたとき、その理由のひとつが「十分に包括的でなかった」ことで、タッチェルは「MCBが唯一一貫しているのは、レズビアンやゲイ男性の人権に反対していることだ」と書いた。

#### イスラム教徒とゲイの人権
2006年、タッチェルは『ガーディアン』紙に意見コラムを寄稿し、イスラム教徒は意図的に攻撃と暴力を混同し、英国内のイスラム改革者を弾圧しようとしていると主張した。彼は、英国のヒズブ・タフリールのようなイスラム主義グループは、「自由な意見交換」を抑圧するために、「イスラムへの批判は侮辱であり、そのような侮辱はすべて容認できない」と考えていると主張した。イスラム教徒の同性愛者の権利団体IMAANは、タッチェルを批判し、「アウトレイジ！は私たちの文化的・宗教的感受性を理解していません。彼らのプレスリリースの言葉や言い回しは、イスラム教徒の反感を買うことがよくあります。イスラム教徒のLGBT問題に取り組む最善の方法について話し合えるよう、彼らをミーティングに招待しているにもかかわらず、彼らは自分たちのやり方を主張するのです」。
書籍『Out of Place： Interrogating Silences in Queerness/Raciality（クィアネス／レイシャリティにおける沈黙を問う）』という本の中で、「ゲイの帝国主義」という章がある。ジン・ハリタウォーン、タムシラ・タウキール、エスラ・エルデムの3人は、「タッチェルのような政治は、大多数のクィア・ムスリムの状況を改善するよりも、悪化させた。人為的に構築されたゲイ対ムスリムの分断の最前線に追いやられたサフラ・プロジェクトのようなグループが、ムスリム・コミュニティにおける性的抑圧に異議を唱えることはますます難しくなっている。ホモフォビアがイスラムに属するものとして構築されればされるほど、反ホモフォビア的な言説は白人、さらには人種差別的な現象とみなされ、ストレートのムスリムの寛容と理解を深めることが難しくなる［......］。サフラや他のクィア・ムスリムのグループが長い間求めてきた対話は、無視されたり、軽視されたりすることが多く、タッチェルのような白人のゲイ活動家たちは、彼らがムスリム・コミュニティに浴びせた泥がクィア・ムスリム自身に降りかかるという事実に無関心であることが証明されている」と書いた。
タッチェルは以前、ジランド・ポステンのムハンマド風刺漫画を称賛する「表現の自由を求める集会」に出席したにもかかわらず、小さな出版社ロー・ナーブ・ブックスを訴えた。ロー・ナーブ・ブックスは謝罪文を発表し、その謝罪文とともにサイト上の本へのリンクを差し替えたが、後に閉鎖に追い込まれた。マンスリー・レヴュー誌はこれを検閲と評し、「『ゲイの帝国主義』とそれが掲載された本に対する暴力的な弾圧は、タッチェルに対する著者、編集者、その他の批評家、潜在的な批評家に対して、口をつぐんだほうがいいという警告としても機能している」と付け加えた。

#### ユースフ・アル＝カラダーウィー
2004年7月、ケン・リビングストン・ロンドン市長（当時）はユースフ・アル＝カラダーウィーを招き、ヒジャーブ着用についての講演会「A woman's right to choose」に出席させた。リビングストンは、『ガーディアン』紙や『サン』紙に掲載されたカラダウィの好意的な報道を読んでいた。
2004年10月、23カ国の2,500人のイスラム教学者がカラダーウィーを非難し、「イスラム教に悪名を与え、文明間の憎悪を助長している」「テロリズムに宗教的な隠れ蓑を提供している」と非難した。
タッチェルは、カラダーウィーは欧米のマスコミや政治家を欺くためにリベラルな立場を表明する一方で、「右翼、女性差別主義者、反ユダヤ主義者、同性愛嫌悪者」であり、著書やファトワーを利用して、女性器切除、みだらな服装をしたレイプ被害者への非難、背教者、同性愛者、婚姻外で性行為をした女性の処刑を提唱していると主張した。
リビングストンは2005年、カラダーウィーを穏健派として賞賛する文書を発表した。リビングストンは、タッチェルは「イスラム恐怖症の長い歴史」を持ち、「アメリカの新保守主義やイスラエル諜報特務庁と事実上の同盟関係にある」と断言した。タッチェルは激しく非難を否定し、リビングストンが非難したようなことは一度も言っていないと指摘した。リビングストンは2010年、カラダーウィーの過激な見解のために英国への入国を拒否された後も、カラダーウィーを「イスラム世界における先進的な声のひとつ」と表現し続けた。
タッチェルを非難した2年後、リビングストンはタッチェルを「イスラム恐怖症」と呼ぶべきでなかったと述べた。

#### アダム・ヨセフ
2005年12月、リスペクト党の活動家アダム・ヨセフは、登録されたシビル・ユニオンに反対する『Desi Xpress』の記事で批判を浴びた。彼は、タッチェルには「顔面平手打ち」が必要であり、彼の「クィア・キャンペーン軍団」は「荷物をまとめてオーストラリアに帰るべきだ」と主張した。デシ・エクスプレスのスタッフはタッチェルに遺憾の意を表明し、彼に反論の権利を与えたが、ヨシフは謝罪し、「平手打ち」発言は「言葉のあや」であり、オーストラリアに関する発言は人種差別をしたわけではないと主張して記事を撤回した。ヨシフはその後、タッチェルの2009年の選挙キャンペーンを支援した。

### 二次的課題

#### 環境問題
タッチェルは20年以上にわたり、地球温暖化や資源枯渇などの環境問題について執筆やキャンペーンを行い、それらが発展途上国に不釣り合いな悪影響を及ぼすことが多いことを指摘してきた。1980年代後半には、赤と緑の同盟を目指した「グリーン・アンド・ソーシャリスト・コンファレンス」の共同主催者を務めた。省エネルギーと再生可能エネルギー、特に潮力、波力、集光型太陽光発電を支持。2009年5月24日、BBCの番組「Daily Politics」に出演し、地域の労働者階級にはほとんど恩恵がないという理由で、エレファント・アンド・キャッスルの再生計画に反対した。しかし、彼のキャンペーンのほとんどは、人権と「クィア解放」の分野で続けられている。
2008年8月、タッチェルは、有史以前のレベルに比べて大気中の酸素が減少している可能性に関する憶測的な理論について書き、そのような主張と、証明された場合の長期的な影響を検証するためのさらなる調査を求めた。

#### 動物の権利
タッチェルは動物の権利を積極的に支持しており、「人権と動物の権利は、不正義に対する同じ闘いの2つの側面である」と述べ、人間と動物の両方に「苦痛を免れ、不可侵の権利を提供される主張」を提唱している。

#### コーンウォール
タッチェルはコーンウォールの憲法上の地位問題についてキャンペーンを行った。2008年11月、『ガーディアン』紙は彼の「コーンウォールに自治権を」という記事を掲載した。
ウェールズやスコットランドのように、コーンウォールは自らを独立したケルト国家だと考えている。かつてスコットランドやウェールズがそうであったように、コーンウォールは被支配国家なのだ。歴史的なコーンウォール旗（黒地に白十字）はユニオンジャックから除外されているだけでなく、少し前までコーンウォール人が旗を掲げるには計画許可が必要だった。スコットランドやウェールズとの比較は妥当である。結局のところ、コーンウォールは、独自のケルト語、歴史、祭り、料理、音楽、ダンス、スポーツなど、国家の基本的な文化的属性をすべて備えている。コーンウォールの人々の多くは、自分たちはイギリス人ではないと考えている。政府の抵抗にもかかわらず、人種平等委員会と欧州評議会のガイドラインにより、彼らは少数民族として認められる資格がある。[...]コーンウォールはかつて独立して自治権を有していた。コーンウォール人が自治を望み、それが彼らの生活を向上させるのであれば、なぜもう一度自治権を持つべきではないのか？人口わずか40万人のマルタは、EU内で独立国家である。なぜコーンウォールは違うのか？
『This is Cornwall』によると、この記事には『ガーディアン』の記事の中で最も多くのコメントが寄せられた。1,500を超えるコメントが寄せられ、中には支持するコメントもあったが、タッチェルは多くのコメント主が示した反コーンウォール感情に「ショックを受け、うんざりしている」ことに気づいたという。

## コラムニストとして
タッチェルは、自身のさまざまなキャンペーンに関連した記事を新聞や雑誌に数多く書いている。彼は、アドミラル・ダンカン・パブ爆破事件のメディア報道を非常に批判し、報道機関の同性愛嫌悪的な態度がテロを助長したと主張し、報道機関は他の2人の死者や数十人の負傷した常連客よりも、ほとんど1人の異性愛者の犠牲者だけに関心を寄せている、と述べた。
爆発の犠牲者全員が同性愛者ではなかったことが明らかになるや否や、メディアは突如として異性愛者の犠牲者だけに焦点を当てた報道を展開した。ニューズ・オブ・ザ・ワールド』紙は「妊娠中の妻が殺害された」と見出しをつけ、『サン』紙は「犠牲者全員がゲイだったわけではない」と読者を安心させた。死亡したゲイの男性、ニック・ムーアは『メール・オン・サンデー』紙では言及されず、『ミラー』紙では脚注に追いやられた。
1987年、タッチェルは『アフター・ダーク』第1シリーズの2番目の番組に出演し、トニー・ブラックバーン、ビクトリア・ギリック、ジョニー・エッジコム、プライベート・アイのジャーナリストらと報道倫理について議論した。
1995年8月5日、タッチェルは、オープン・メディアがチャンネル4のために制作した1対1のインタビュー番組『Is This Your Life?』でアンドリュー・ネイルに詳細なインタビューを受けた。
2009年現在、刑事改革団体「Make Justice Work」のアンバサダーを務める。
2011年には、ピーター・タッチェル財団の理事に就任した。
タッチェルはヒューマニストUKの後援者であり、全英世俗協会の名誉会員であり、熱心な世俗主義者であり、「無神論者、世俗主義者、そしてヒューマニストとして、宗教的迷信ではなく、理性、科学、倫理こそが世界を理解し、人権と福祉を促進する最善の方法だと信じています」と述べている。
BBCラジオ2の「ジェレミー・ヴァイン・ショー」に寄稿している。

## 受賞
2006年、『ニュー・ステーツマン』誌の読者は彼を「現代の英雄」リストの6位に選んだ。
2009年には複数の賞を受賞した。The Observer Ethical AwardsのCampaigner of the Year、London Citizen of Sanctuary Award、Shaheed Nawab Akbar Khan Bugti Award（バロチスタン民族解放闘争の報道に対して）、Evening Standard 1000 Most Influential Londoners（2011年にも受賞）、Liberal Voice of the Year、40年以上にわたる人権運動が認められBlue Plaqueを受賞した。
2010年には「Total Politics Top 50 Political Influencers」を受賞。英国の新年栄誉賞で終身名誉爵位を授与されるとの噂が日記のジャーナリストによって報じられた。彼はそれを辞退したと言われている。
2012年、全英世俗協会は、宗教原理主義に対抗する人権擁護への彼の生涯にわたるコミットメントが評価され、タッチェルに年間最優秀世俗主義者を授与した。
2012年9月21日、英国初のナショナル・ダイバーシティ・アワードで生涯功労賞を受賞した。ミーシャB、ジョディ・キャンディ、ピーター・ノーフォークらとともに、2013年ナショナル・ダイバーシティ・アワードのパトロンを務めた。
2014年1月、タッチェルはデ・モントフォート大学から名誉法学博士号を授与された。2016年アルバート・メダル受賞。

## 遺産
ピーター・タッチェル・ペーパーズはロンドン・スクール・オブ・エコノミクスのホール・カーペンター・アーカイブに所蔵されている。補足資料は大英図書館に所蔵されている。論文は大英図書館のカタログからアクセスできる。

### ピーター・タッチェル財団
ピーター・タッチェル財団（PTF）は英国を拠点とする非営利の超党派組織で、「確立された国内および国際人権法に従い、英国内および国際的に、個人、地域社会、国家の人権を促進し、保護することを目指す」とし、その目的と目標は「英国内および世界において、人権の認識、理解、保護、実施を高めること」と掲げている。タッチェルは2011年に会社として財団を設立し、2018年に慈善団体としての地位を得た。組織の名前は、50年以上にわたって世界的に人権擁護のキャンペーンを展開してきたタッチェルにちなんで付けられた。チャリティーの著名人後援者には、イアン・マッケラン卿やポール・オグレディなどがいる。
ホモフォビア、トランスフォビア、性差別、ジェンダー平等、人種差別、政治的自由、検閲、宗教差別、不当拘禁、結社の自由、死刑、亡命・難民、労働組合の権利、抑圧された民族自決、拷問、ジェノサイド、戦争犯罪、人道に対する罪、貧困など、世界的にさまざまな人権問題に取り組んでいる。
2012年、同財団は「ファンディング・ネットワーク」から3つのプロジェクトのための資金を得た。ウェブサイトに「アドバイス」部分を追加する「ケースワーク・アンド・アドバイス」、同性婚と異性間のシビル・ユニオンに関するキャンペーンを行う「イコール・ラブ」、オリンピック・ムーブメントにおける性差別と同性愛嫌悪に反対する「オリンピック・イクオリティ・イニシアチブ」である。

## 著書
- Tatchell, Peter (1983). The Battle for Bermondsey. Heretic Books. ISBN 0-946097-10-0
- Tatchell, Peter (1985). Democratic Defense. Millivres-Prowler Group Ltd. ISBN 0-946097-16-X
- Tatchell, Peter (1987). AIDS: a Guide to Survival. Gay Men's Press. ISBN 0-85449-067-1
- Tatchell, Peter (1990). Out in Europe. A guide to lesbian and gay rights in 30 European countries. Channel Four Television. ISBN 1-85144-010-0
- Tatchell, Peter (1992). Europe in the Pink. Gay Men's Press. ISBN 0-85449-158-9
- Tatchell, Peter; Taylor, Robert (1994). Safer Sexy: the Guide to Gay Sex Safely. Freedom Editions. ISBN 1-86047-000-9
- Tatchell, Peter (1995). We Don't Want to March Straight: Masculinity, Queers and the Military. Cassell. ISBN 0-304-33373-5

### ドキュメンタリー
タッチェルは、Netflixのドキュメンタリー『世界に嫌われる男 ピーター・タッチェル』で広く称賛された。